# 우타수사우루스

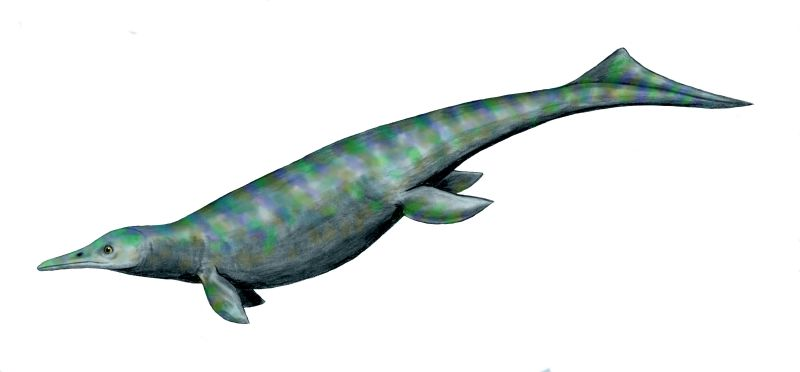

우타수사우루스(학명:Utatsusaurus hataii)는 어룡목 우타수사우루스과에 속하는 어룡이다. 지금은 멸종된 종으로 몸길이가 3m인 거대한 어룡에 속한다.

## 특징
우타수사우루스는 우타수사우루스속에 우타수사우루스과의 유일한 종이지만 이크티오사우루스와 많이 닮은 종 중에 하나이다. 다만 이치토사우루스와는 달리 등지느러미가 존재하지 않고 더 넓은 두개골을 가진 차이점이 존재한다. 더 둥근 모습의 두개골을 가진 이크티오사우루스에 파생된 것은 궤도를 통해 포스트 프론트의 서문 후방 과정을 밑속시하는 것이다. 이것은 이크티오사우루스에 대한 명백한 차이점의 조건이다. 두개골의 크기에 비해 이뻘은 작은 편이고 원시 홈에 배열한다. 그것은 세로 홈을 가지고 먼저 밀접하게 관련된 이크티오사우루스과에 속하는 어룡 중에 하나인 그리피아에 비해 더 깊고 긴 것이 된다. 이후에는 우타수사우루스가 무딘 홀로타입을 가진 것으로 보고가 되었다. 우타수사우루스는 작은 지느러미들을 가지고 있으며 5개의 지느러미를 가지고 있다. 또한 5개의 지느러미엔 최대 5개의 여분에 뼈를 가진 것이 특징이다. 꼬리지느러미는 낮았으며 다른 어룡들이 꼬리지느러미를 사용하여 헤엄을 치는 대신 이크티오사우루스는 기복을 이용해 헤엄을 쳤다는 것을 증명한다. 우타수사우루스는 조상의 지양양상과 이크티오사우루스에 비해 더 파생된 과도기적의 특징을 가진다. 첫째로 골반 거들의 척추 기둥 부착은 육상 양막과 달리 육지에서 몸을 지탱할 만큼 견고하지 않았을 것이다. 골반 거들 아마 일륨과 관절 성 동맥 갈비뼈에 의해 척추 기둥에 부착되었다. 하지만 갈비뼈는 성추울 척추에 융합 되지 않는다. 둘째로 우타수사우루스의 상완골과 대퇴골은 길이가 동일하다. 다른 모든 이크티오사우루스과는 더 이상 상완골을 가지고 있지만 이크티오사우루스의 육상 양모는 더 긴 대퇴골을 가지고 있다. 또한 우타수사우루스의 뒷다리는 앞다리보다 큰 것으로 보인다. 그들은 또한 상완골의 분석을 사용하고 이크티오사우루스는 그리피아의 일원과 사우리아의 자매 그룹이었다는 것으로 결론을 내렸다. 먹이로는 당대에 서식했던 물고기, 갑각류 등을 먹고 살았을 육식성의 포식자로 추정이 된다.

## 생존시기와 서식지와 화석의 발견
우타수사우루스가 생존하던 시기는 중생대의 트라이아스기로 지금으로부터 2억 4500만년전~2억 2200만년전에 살았던 종이다. 생존했던 시기에는 아시아와 북아메리카의 태평양을 중심으로 서식했을 것으로 추정이 되는 종이다. 화석의 발견은 1978년에 일본의 트라이아스기에 형성된 지층에서 최초로 발견이 되어 새롭게 명명된 종이다.

## 같이 보기
- 파충류
- 중생대
- 트라이아스기
- 화석